# Pectodajaca modestum
Pectodajaca modestum is een wandelende tak uit de familie Aschiphasmatidae. De wetenschappelijke naam van deze soort is voor het eerst voorgesteld als Abrosoma modestum door Josef Redtenbacher in een publicatie uit 1906.
De soort komt voor in India en Sumatra.